# Ruizhongita
La ruizhongita és un mineral de la classe dels sulfurs. Rep el nom en honor de Ruizhong Hu (1958), un eminent geoquímic xinès.

## Característiques
La ruizhongita és un sulfur de fórmula química (Ag₂◻)Pb₃Ge₂S₈. Va ser aprovada com a espècie vàlida per l'Associació Mineralògica Internacional l'any 2022 i publicada en el mes de setembre de 2023. Cristal·litza en el sistema isomètric. És gris i opac, amb una lluïssor metàl·lica i una ratlla negra.
L'exemplar que va servir per a determinar l'espècie, el que es coneix com a material tipus, es troba conservat a la col·lecció mineralògica del Museu Geològic de la Xina, a Beijing (República Popular de la Xina), amb el número de catàleg: m16138.

## Formació i jaciments
Va ser descoberta al dipòsit de plom i zinc de Wuishe, que es troba al comtat de Hanyuan (Sichuan, República Popular de la Xina). Aquest indret és l'únic a tot el planeta on ha estat descrita aquesta espècie mineral. Es presenta com a grans anèdrics d'1 a 10 μm de mida, molt associada a la galena i la pirita en una matriu d'esfalerita.